# Окоталь
Окота́ль (исп. Ocotal) — город на северо-западе Никарагуа, на 21 км южнее границы с Гондурасом. Центр департамента Нуэва-Сеговия.

## Географическое положение
Расположен в узкой долине между двумя горными цепями на побережье реки Коко.

## История
16 июля 1927 года в городе произошло сражение, ставшее отправным в борьбе никарагуанского народа против американской оккупации. Во время сражения 5 самолётов de Havilland DH.4 из авиаотряда морской пехоты США предприняли бомбардировку города — что стало первым случаем боевого применения авиации на территории страны.
29 июля 1937 года была подписана конвенция о строительстве Панамериканского шоссе (которое было проложено от границы с Гондурасом через Окоталь к городу Эстели и далее к Себако - что способствовало развитию поселения).
После победы Сандинистской революции 19 июня 1979 года в стране активизировалось дорожное строительство, и от столицы к городу была проложена асфальтированная автомобильная дорога. Весной 1983 года это был административный центр сельскохозяйственного района. Здесь действовали гостиница и кинотеатр, также имелся католический собор.
В 2000 году население составляло 31 932 человек.
В 2007 году правительство Никарагуа приняло программу развития государственной системы здравоохранения и строительства в департаментах страны новых медицинских центров (один из которых в 2019 году начали строить в городе Окоталь).

## Города-побратимы
У Окоталя четыре города-побратима:
- Хартфорд, Коннектикут (США)
- Суиндон (Великобритания)
- Висбаден (Германия)
- Ла-Курнёв (Франция)